# 哈比人
哈比人（英語：Hobbits），是托爾金的奇幻小說中出現的一種虛構民族，體型嬌小為其特色，但並非現實世界的矮人或侏儒。
據作者所述，哈比人是人類的變種，或是人類的分支，但哈比人堅信他們是一個獨立的民族。哈比人居住在中土大陸西北的夏爾及布理等地。哈比人在小說《哈比人歷險記》裡首次登場，並且在《魔戒》裡扮演著重要的角色。在《精靈寶鑽》裡亦稍有提及。

## 特徵

### 外觀
托爾金在《魔戒》裡說道，哈比人身高約兩至四尺（0.6米至1.2米），平均身高為三尺六吋（1米）。哈比人的性格趨向單純，在1938年，他去信給美國籍的發行人，指哈比人有「精靈般的尖耳」。托爾金是這樣形容哈比人的：
「我以英國人的觀點和想像力畫了一幅普通人類的畫像：肚子略胖，矮人的雙腳。圓而色意的臉孔、耳朵略圓；弄得高高的頭髮。從腳踝以下的腳掌長有棕色的毛髮，身穿卡奇色的絨褲，格子式的背心，橙色的外衣，深綠色的兜帽及斗篷。」
在其他的描述裡，托爾金寫哈比人穿戴鮮色的衣裳，特別是黃色及綠色。現今（托爾金小說裡），他們的性格單純，同時，他們的行為也很讓人驚奇。哈比人的投石及投擲能力非常強。
哈比人的雙腳長滿卷曲的毛髮（通常是褐色，和頭髮一樣），腳下的皮膚堅韌，故大部分哈比人都不穿鞋子:38。哈比人很享受單純的生活。哈比人到33歲才被視為成年，55歲才是中年。

### 飲食
哈比人能夠一天吃七餐（當中並不包括點心），即早餐、第二頓早餐、午前茶點、午餐、下午茶、晚餐及宵夜，他們愛吃簡單的食物，如玉米麵包、紅肉、小蕃茄及豬味芝士，對蘑菇有接近著魔似的愛好，愛喝啤酒，通常都在酒吧內喝酒，與英國的鄉人相似，這是托爾金從鄉人那裡而得的靈感。

### 吸菸
哈比人酷愛吸食古老的菸草，這應是哈比人熱愛園藝及植物的一種體現。

### 住所

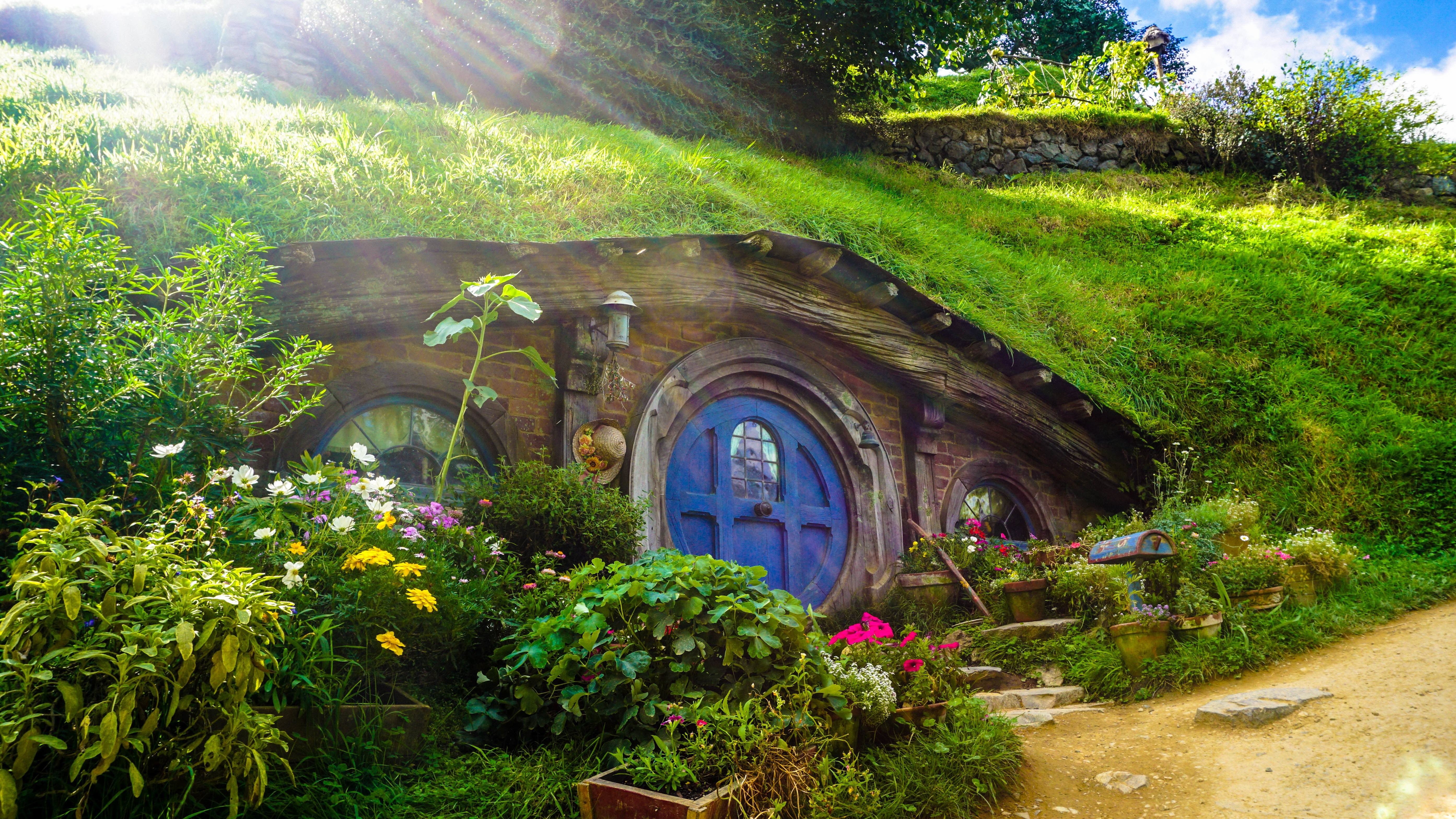
夏爾哈比屯的一個哈比人洞穴。

哈比人居住的地區名為夏爾，不禁會讓人想起英國的郡（Shires）。一些哈比人居住在洞窟內，一般都在山坡、山腳的地方建立這些洞窟。第三紀元末，哈比人開始居住在磚屋或木屋，一些歷史悠久的夏爾人依然居住在老式的洞窟內，如袋底洞及大斯邁爾（Great Smials）。多數的哈比人建築都是圓拱形的門窗，這種建築特點更適合隧道式的寓所。

### 生日禮物
哈比人在生日時有一個傳統，就是在生日當天派發禮物，取代了接收禮物。哈比人以「馬松」（mathom）來形容一些無用的東西，這些東西經常被用作生日禮物送出去，或收藏起來。

### 腳
以哈比人的身形來說，他們的腳掌頗大。這也許可突顯哈比人的外觀，托爾金以此作為哈比人的特徵。勒得布蘭兄弟（Brothers Hildebrandt）的插畫及彼得·傑克遜的電影都突顯出這個特點。

## 本源
在托爾金小說的文本裡所述，哈比人和人類明顯地有所關聯，被認為是人類的分支。不過，哈比人的早期歷史因資料不足而無從得知。哈比人承認，他們在一些習慣上與一些地區的人類有關聯，如布理（Bree）。
托爾金作品裡的角色相信哈比人與人類是兩個獨立的民族，但托爾金清楚地指出哈比人確實是人類的分支。哈比人和「大傢伙」的關係遠較矮人和精靈來得親密。哈比人和人類都是伊露維塔孩子。哈比人被賜予人類的稟賦，與人類一樣有壽命的限制。哈比人史麥戈後來在至尊魔戒的影響下失去了人類的稟賦，比爾博·巴金斯也變得瘦弱。人類及哈比人都不會永生，所以兩者在這方的特徵相似。
在動畫版的《王者再臨》裡，甘道夫被問及當人類主宰世界時，哈比人會怎樣。甘道夫答道，梅里和皮聘顯著地較其他哈比人高，他說這個趨勢會持續，透過兩族通婚，直至哈比人和人類再也沒有分別

## 哈比人
缩略图|哈比人皮瑞格林·圖克的三位姐姐，波爾、平珀諾和波紋卡。|224x224像素
- 比爾博·巴金斯
- 佛羅多·巴金斯
- 山姆怀斯·詹吉
- 梅里雅達克·烈酒鹿
- 皮瑞格林·圖克
- 佛瑞德加·博哲
- 傲梭·塞克維爾巴金斯、羅貝拉·塞克維爾巴金斯、羅索·塞克維爾巴金斯
- 傑龍提斯·圖克
- 吼牛·圖克
- 小玫·卡頓
- 伊拉諾·加德納
- 咕嚕 （史麥戈）
- 德戈

## 歷史
哈比人源於幽暗密林及迷霧山脈之間的安都因河河谷。據《魔戒》所述，哈比人與人類的血統關係已不可稽考。那時共有三支哈比人，他們都有著不同的特徵及性情：哈富特人（Harfoots）、斯圖爾人（Stoors）及法洛海德人（Fallowhides）。哈比人還在安都因河河谷時，與洛汗人的祖先伊歐西歐德人的聚居地很接近，哈比人和伊歐西歐德都有接觸，故一些古老的哈比人名及語言都引自洛汗語。
《哈比人歷險記》裡的哈比人是指三族裡人數最多的哈富特族，他們居住在迷霧山脈山坡的洞穴裡。斯圖爾族是人數第二多的，他們的身高更矮，喜歡水，擅長游泳及造船，居住在格拉頓平原，那裡是格拉頓河滙合安都因河的地區（他們與雄鹿地的哈比人相似，雄鹿地的哈比人可能是斯圖爾人的後裔）。法洛海德族是人數最少的一族，他們喜愛冒險及居住在迷霧山脈的林地，體形較高大（這在後期很罕見，被認為是怪人，圖克及烈酒鹿家族是法洛海德人的後裔）。
第三紀元1050年，哈比人決定要橫越迷霧山脈，原因不明，可能是由於索倫在幽暗密林的力量增強，當時索倫正在搜索至尊魔戒。哈比人以不同的路線越過迷霧山脈，終聚居在布理、登蘭德及狂吼河（Mitheithel）和烈酒河（Baranduin）一帶，三族之間的區別已不太清晰。
第三紀元1601年（夏爾曆1年），兩名法洛海德人兄弟馬丘（Marcho）及布蘭寇（Blanco）得到亞爾諾國王的准許，可橫渡烈酒河，居住在河的另一廂。許多哈比人都跟隨他們，他們放棄了許多的領土。在第三紀元末，僅有布理反周圍一些村莊仍有哈比人居住。哈比人在烈酒河西廂所建立的新領土，叫夏爾（Shire）。夏爾及周邊的地區都屬於伊利雅德。
原本，哈比人在名義上效忠亞爾諾國王，哈比人只須承認王國的領地、招待使者及修建橋樑道路。對抗安格馬的佛諾斯特戰役爆發，哈比人的一支弓手向亞爾諾增援，但並無相關的戰爭記錄。戰事結束，亞爾諾王國被摧毀，國王已不存在。哈比人選出哈比人統領（Thain），作為哈比人的首領。
首任哈比人統領是布卡（Bucca），他是老雄鹿家族的創始人。後來，老雄鹿家族渡過烈酒河，聚居在雄鹿地，其家族遂改稱為烈酒鹿。烈酒鹿的長老成為雄鹿地的首領。由於烈酒鹿家族離去，圖克族的長老遂被選為統領（皮聘是統領的兒子，後來皮聘也成為哈比人統領）。哈比人統領負責監督哈比人議會，並有權召集軍隊，但夏爾長久處於和平狀態，統領僅是一個架空的形式而已。
此外夏爾哈比人的領導還有「夏爾市長」，其主要職務是主持哈比人的各個宴會，以及兼任郵政總局局長和警察總長的工作。
第四紀元，哈比人的數量減少，他們的身高進一步萎縮。不過，《魔戒》的序言「有關哈比人」指出，哈比人依然存活下去。

## 創作及詞源
小說中哈比人亦被稱為「半身人」，這是因為他們嬌小的身形所致。哈比人對於這稱呼卻有點反感，他們不認為哈比人是任何事物的「一半」，故他們不會以半身人自稱。「哈比人」的語源亦很有意思，對托爾金來說，很自然會聯繫到德語hob，意指「細小」，但這詞出現的年代是在十三世紀，以托爾金的標準來說，這太遲了。因此，他以古英語的hol-bytla作為哈比人的語源，意指「洞窟居住者」。
通用語裡的哈比人名稱实际為Kuduk，是由洛汗語的kûd-dûkan而來。托尔金扮演红皮书的译者，把Kuduk“翻译”成了Hobbit，而形式上更加古老的kûd-dûkan如同其他洛汗国的词汇一样处理成了古英语的Holbytlan（建穴者）衍生出來。
據托爾金所說，哈比人這詞衍生出《哈比人歷險記》這個故事。當1930年代的某日早晨托爾金正在批閱學生的試卷時，他在一張空白的考卷紙上寫道：「一個哈比人居住在地下的洞穴裡」，於是，故事便從此展開，他自己也驚訝那個哈比人從何而來，決定用它寫一個故事。他相信他是受辛克萊·劉易斯在1922年的小說《巴比特》啟發，故事是講述中產階級的心態。

托爾金曾說哈比人讓他「倍感親切」，他還表示：「哈比人就是英格蘭的鄉村居民，我讓他們身材矮小是为了反映他們想象力的贫瘠，並不是说他們缺乏勇氣和潜在的力量」。此外托爾金還覺得他自己跟哈比人很像，他在1958年10月一封給學者德博拉·韋伯斯特·羅傑斯的信中說:33：
「其實除了身高體型，我根本就是哈比人。我喜歡花草、樹木和傳統的農田景色，我抽煙斗，喜歡粗茶淡飯（但不愛冰箱裡的隔夜飯）……我也喜歡花俏的背心，甚至在單調無趣的現在，我也照穿無誤。」

## 改編

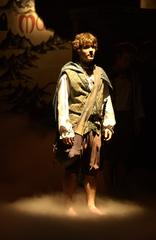
音樂劇版本《魔戒》裡的佛羅多。

2011年开拍的魔戒前传电影《哈比人電影系列》，分为三部分别于2012年12月14日、2013年12月13日以及2014年12月17日上映。

## 其他用法
哈比人是托爾金作品特有的商標，其他的名字、地名等也是，故《龍與地下城》及其他奇幻作品將哈比人及類哈比人的種族稱為半身人。
自1976年起，「哈比人」一詞被《牛津英語詞典》正式收錄。
2004年，在弗洛勒斯島上發現佛羅勒斯人的化石，發現者將它們稱為哈比人。對於這是否一種已滅絕的人類曾引發爭議，有人認為他們患了小頭畸型（Microcephaly）。

## 外部連結
- 哈比人是否人類的分支?（页面存档备份，存于） 出自托爾金問答（页面存档备份，存于）（英文）